# Adrienne Arsht Center for the Performing Arts
El Adrienne Arsht Center for the Performing Arts, antigament el Carnival Center for the Performing Arts, comunament anomenat l'Arsht Center, és el centre d'arts escèniques més gran de l'estat de Florida i està situat al Biscayne Boulevard al centre del districte Omni de Miami, als Estats Units. És el segon teatre més gran dels Estats Units per àrea (no per seients), després que del Lincoln Center de Nova York.